# George Canning
George Canning (11 tháng 4 năm 1770 - 8 tháng 8 năm 1827) là chính khách Anh thuộc đảng Tory, ông là Thủ tướng Anh, Bộ trưởng Tài chính Anh (10/4/1827 - 8/8/1827), hai chức vụ đó chỉ được chưa đầy bốn tháng thì Canning từ giã cõi đời. Ông cũng từng là Ngoại trưởng Anh (L1: 1807 - 1809; L2: 1822 - 1827), Lãnh đạo Hạ viện Anh (1822 - 1827), Chủ tịch của Ban kiểm soát (1816 - 1821) và là Thủ quỹ của Hải quân (1804 - 1806).

## Cuộc đời

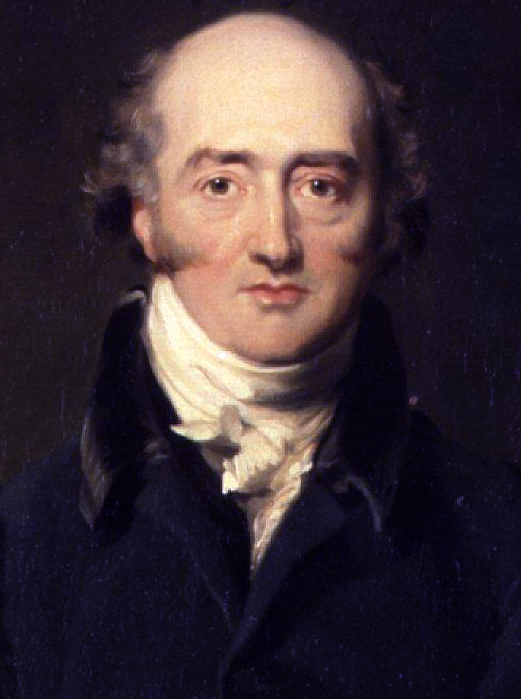
Canning năm 1823

George Canning sinh ngày 11 tháng 4 năm 1770 tại Marylebone, thủ đô Luân Đôn, Anh. Canning đã được sinh ra trong một gia đình Anh-Ireland ở nhà cha mẹ ở đường Queen Anne, Marylebone, Luân Đôn. Canning tự mô tả mình là "một người Ailen sinh ra tại Luân Đôn". Cha của ông, George Canning, Sr., của Garvagh, hạt Londonderry, Ireland, là một quý ông của phương tiện hạn chế, một người buôn rượu đã thất bại và luật sư, người đã từ bỏ quyền của mình để thừa kế bất động sản gia đình để đổi lấy thanh toán đáng kể của mình nợ. George Sr cuối cùng từ bỏ gia đình và chết trong nghèo đói trên 11 Tháng tư 1771, ngày sinh nhật đầu tiên của con trai mình, ở Luân Đôn. mẹ Canning, bà Mary Anne Costello, đã làm việc như một nữ diễn viên sân khấu, một nghề không được coi là đáng kính vào thời điểm đó. Quả thực, vào năm 1827 có vẻ như Canning sẽ trở thành Thủ tướng, Chúa Xám nhận xét rằng "con trai của một nữ diễn viên là, đương nhiên, loại khỏi trở thành Thủ tướng Chính phủ".
Bởi vì Canning cho thấy trí thông minh khác thường và lời hứa ở tuổi trẻ, bạn bè gia đình thuyết phục người chú của mình, thương gia Luân Đôn Stratford Canning (cha của nhà ngoại giao Stratford Canning), để trở thành người giám hộ cháu trai mình. George Canning lớn lên cùng với người anh em họ của ông tại nhà của chú mình, những người cung cấp cho ông một khoản thu nhập và giáo dục. hỗ trợ tài chính Stratford Canning đã cho phép các Canning trẻ học tại Hyde Abbey học, Cao đẳng Eton và Christ Church, Oxford. Canning ra hàng đầu của trường tại trường Eton và để lại ở tuổi mười bảy. Thời gian của mình tại Eton đã được mô tả như là "một chiến thắng gần như không song song. Ông đã chứng minh một cổ điển tuyệt vời, đến đầu của trường, và xuất sắc trong diễn văn công cộng".
Canning đánh lên tình bạn với Chúa Liverpool trong tương lai cũng như với Granville Leveson-Gower và John Hookham Frere. Năm 1789 ông đã giành được một giải thưởng cho bài thơ tiếng Latinh của ông Hành hương đến thánh địa Mecca mà ông đọc tại Nhà hát Oxford. Canning bắt đầu hành nghề luật sau khi nhận được bằng cử nhân từ Oxford vào mùa hè năm 1791.
Ngoài ra, ước mơ của ông là làm nhà chính trị.

## Hiệu chính trị
Stratford Canning là một Whig và sẽ giới thiệu cháu trai của ông trong thập niên 1780 để Whigs nổi bật như Charles James Fox, Edmund Burke, và Richard Brinsley Sheridan. tình bạn George Canning với Sheridan sẽ kéo dài trong thời gian còn lại của cuộc sống của Sheridan.

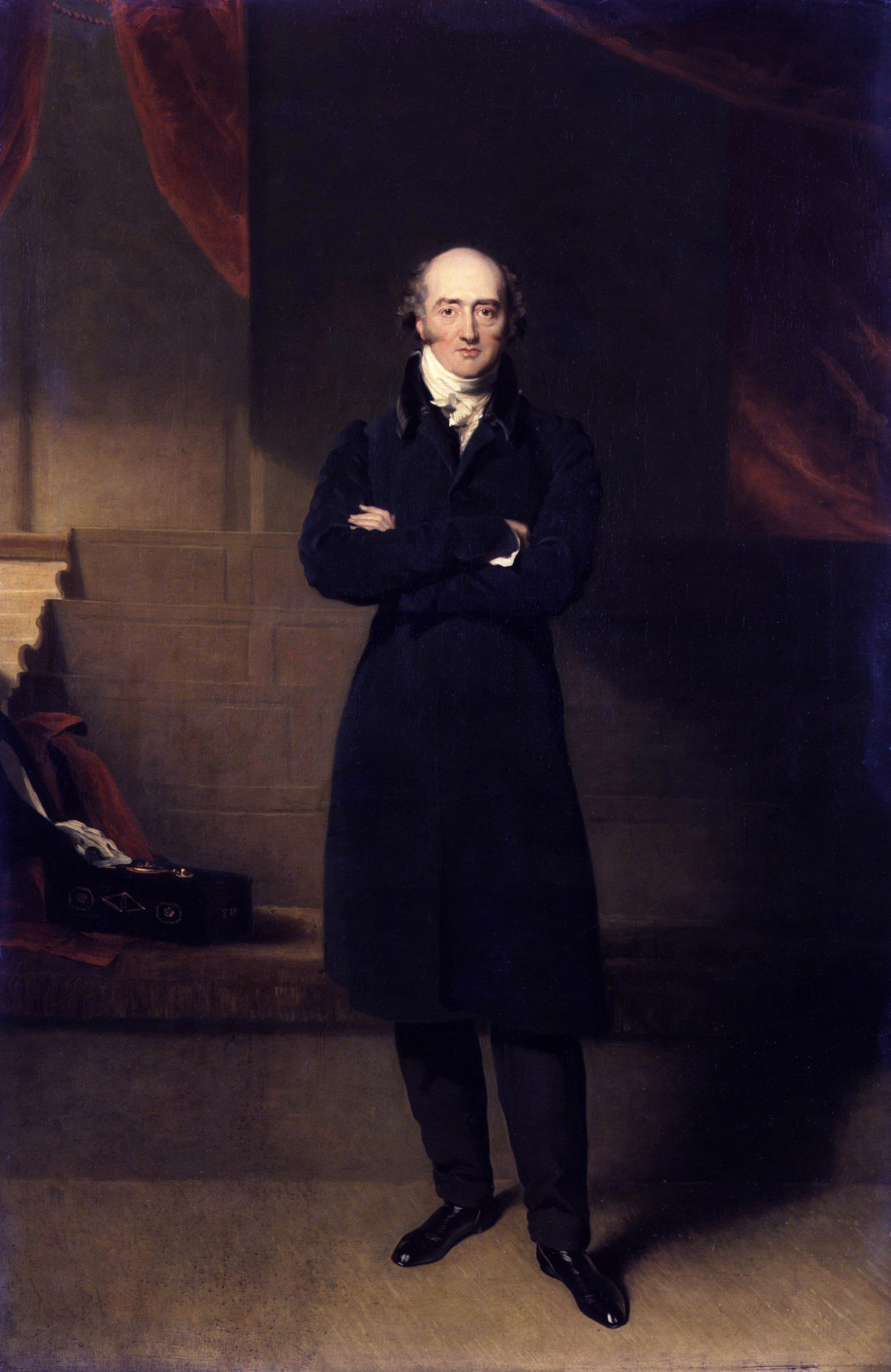
George Canning lúc này đang làm Thủ tướng, 9 tháng 5 năm 1827

Nền nghèo và các nguồn lực tài chính hạn chế của George Canning, tuy nhiên, đã làm một tương lai chính trị sáng không một đảng Whig có cấp bậc chính trị được dẫn dắt chủ yếu bởi các thành viên của những người giàu đổ tầng lớp quý tộc trong liên minh với các lớp công nghiệp mới giàu. Bất kể, cùng với Whigs như Burke, đồ hộp mình sẽ trở thành đáng kể bảo thủ hơn trong những năm 1790 đầu năm sau khi chứng kiến cực đoan quá mức của Cách mạng Pháp. "Phản ứng chính trị mà sau đó tiếp quét các chàng trai trẻ đến cùng cực đối diện, và sự dữ dội của mình cho chế độ quân chủ và Đảng Bảo thủ đã chỉ ra một mỉa mai Whig, người đàn ông đã -đó thường biến áo khoác của họ, nhưng đây là lần đầu tiên một cậu bé đã biến áo khoác của mình.
Vì vậy, khi Canning quyết định nhập chính trị, ông đã tìm kiếm và nhận được sự bảo trợ của các nhà lãnh đạo của "Tory" nhóm, William Pitt trẻ. Năm 1793, nhờ sự giúp đỡ của Pitt, Canning đã trở thành một thành viên của quốc hội cho Newtown trên Isle of Wight, một quận thối. Năm 1796, ông đã thay đổi chỗ ngồi đến một thành phố khác nhau thối, Wendover ở Buckinghamshire. Ông được bầu để đại diện cho một số cử tri trong suốt sự nghiệp của quốc hội của ông.
Canning tăng nhanh chóng trong nền chính trị Anh là một nhà hùng biện có hiệu quả và nhà văn. bài phát biểu của ông tại Quốc hội cũng như bài viết của ông đã cho những tín đồ của Pitt một sức mạnh hùng biện họ đã thiếu trước đây. kỹ năng Canning đã thấy anh ấy đạt được đòn bẩy trong phe người ngồi xem hát ở từng dưới cho phép ông ảnh hưởng về chính sách của nó cùng với chương trình khuyến mãi lặp đi lặp lại trong nội các. Theo thời gian, Canning đã trở thành một diễn giả nổi tiếng là tốt, và là một trong những chính trị gia đầu tiên để vận động nặng trong nước.
Như một kết quả của sự uy tín và lời hứa của mình, Canning sớm thu hút cho mình một vòng tròn của những người ủng hộ những người sẽ trở nên nổi tiếng như Canningites. Ngược lại, mặc dù Canning đã có một danh tiếng như là một người đàn ông chia rẽ người xa lạ với nhiều người.
Ông là một cá tính nổi trội và thường liều mất đồng minh chính trị vì lý do cá nhân. Ông đã từng giảm Chúa Liverpool để nước mắt với một bài thơ trào phúng dài nhạo tin đính kèm của Liverpool thời gian của mình như là một đại tá trong lực lượng dân quân. Sau đó ông bị buộc Liverpool phải xin lỗi vì bị khó chịu.

## Văn phòng tiếp theo
Năm 1799, Canning đã trở thành một Ủy viên Ban kiểm soát đối với Ấn Độ. Canning đã viết trên 16 tháng Tư: "Ở đây tôi đang đắm mình trong các giấy tờ, trong đó tôi chưa hiểu ba từ liên tiếp, nhưng tôi sẽ có được ở ý nghĩa của chúng bởi độ và nghỉ ngơi của tôi Không, công việc khó khăn như vậy ở đây như tại văn phòng cũ của tôi.. Không tham dự, nhưng khi tôi thích nó, khi có được chữ thú vị nhận được từ Ấn Độ (như bây giờ là trường hợp) hoặc được gửi ở đâu đó ".
Canning được bổ nhiệm trả lương của các lực lượng (và do đó cho Hội đồng Cơ mật cũng) vào năm 1800. Trong tháng 2 năm 1801 Pitt từ chức Thủ tướng do sự phản đối của vua Công giáo Emancipation. Canning, bất chấp lời khuyên của Pitt ở lại văn phòng, trung thành theo anh vào phe đối lập. Ngày hôm sau, Canning viết cho Lady Malmesbury: "Tôi từ chức vì Pitt từ chức. Và đó là tất cả.

## Thủ quỹ của Hải quân (1804 - 1806)
Canning trở lại văn phòng vào năm 1804 với Pitt, trở thành Thủ quỹ của Hải quân. Năm 1805 ông được cung cấp Pitt ông từ chức sau khi Addington được tạo một ghế trong nội các. Ông viết cho Lady Hester nói ông cảm thấy bị sỉ nhục mà Addington là một bộ trưởng "và tôi -. Không có gì tôi không thể giúp nó, tôi không thể đối mặt với House of Commons hoặc đi bộ trên đường phố trong trạng thái của sự vật, như tôi". Sau khi đọc lá thư này Pitt triệu tập Canning đến Luân Đôn cho một cuộc họp, nơi ông đã nói với ông rằng nếu ông từ chức nó sẽ mở ra một vi phạm thường xuyên giữa hai người họ vì nó sẽ đúc một gièm pha về hành vi của mình. Ông đề nghị Canning văn phòng của thư ký trưởng cho Ireland nhưng ông đã từ chối với lý do này sẽ trông giống như ông đã được ra khỏi đường đi. Canning cuối cùng quyết định không từ chức và đã viết rằng: "Tôi đang giải quyết để" chìm hoặc bơi "với Pitt, mặc dù ông đã gắn mình với công ty chìm như vậy. Thiên Chúa tha thứ cho anh". Canning rời văn phòng với cái chết của Pitt; ông đã không được cung cấp một vị trí trong chính quyền của Chúa Grenville.

## Đại sứ đến từ Lisbon
Năm 1814 ông trở thành Đại sứ Anh tại Bồ Đào Nha, trở lại vào năm sau. Ông đã nhận được nhiều hơn nữa Mời các văn phòng từ Liverpool.

## Chủ tịch của Ban kiểm soát
Năm 1816 ông trở thành Chủ tịch của Ban kiểm soát. 

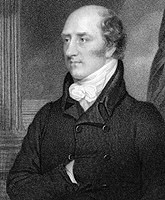
George Canning

Canning từ chức một lần nữa vào năm 1820, đối lập với việc điều trị của nữ hoàng Caroline, vợ cũ của mới vua George IV. Dư luận ủng hộ mạnh mẽ của Nữ hoàng và do đó Canning đã strngthened.
Ngày 16 tháng 3 năm 1821 Canning nói ủng hộ Công giáo Emancipation Bill William Plunket của. Liverpool muốn có Canning lại trong nội các nhưng đức vua thù địch mạnh mẽ để anh do hành động của mình trong mối Caroline. The King sẽ chỉ cho phép Canning trở lại vào nội các nếu ông không phải đối phó trực tiếp với anh ta. Điều này yêu cầu các văn phòng của Tổng đốc Ấn Độ. Sau khi cân nhắc về việc có nên chấp nhận, Canning ban đầu đã từ chối nhưng sau đó chấp nhận nó. Ngày 25 tháng tư, ông nói trong Commons chống lại chuyển động Chúa John Russell cho cải cách quốc hội và một vài ngày sau đó Canning chuyển cho nghỉ phép để giới thiệu một biện pháp giáo Emancipation (cho nâng loại trừ của người Công giáo từ House of Lords). Điều này đã thông qua Commons nhưng đã bị từ chối bởi các chúa. Canning từ chức chức vụ này vào năm 1821.

## Thủ tướng Anh (10/4/1827 - 8/8/1827)

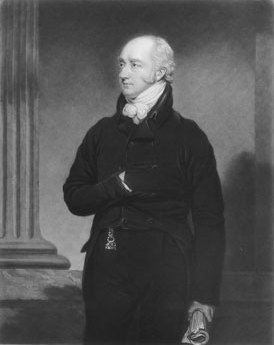
George Canning trong những năm cuối đời, 28 tháng 7 năm 1827

Năm 1827 Liverpool đã buộc phải đứng ra trong khi Thủ tướng sau khi bị một cơn đột quỵ nghiêm trọng (và đã chết vào năm sau). Canning, như cánh tay phải của Liverpool, sau đó đã được lựa chọn bởi George IV để thành công ông, trong ưu tiên cho cả Công tước Wellington và Sir Robert Peel. Không người đàn ông đồng ý phục vụ dưới Canning, và họ được theo dõi bởi năm thành viên khác trong nội các của Liverpool cũng như 40 thành viên cơ sở của chính phủ. Các đảng Tory được tại nhiều phân chia giữa các "cao Đảng Bảo thủ" (hoặc "Ultras", biệt danh sau khi đảng đương đại ở Pháp) và ôn hỗ trợ Canning, thường được gọi là "Canningites". Kết quả là, Canning tìm thấy nó khó khăn để hình thành một chính phủ và đã chọn để mời một số Whigs tham gia nội các của ông, trong đó có Chúa Lansdowne. Chính phủ đồng ý không thảo luận về các câu hỏi khó của cải cách quốc hội, mà Canning phản đối nhưng Whig hỗ trợ.

## Cái chết và di sản
Ngày 8 tháng 8 năm 1827, khi đang là Thủ tướng Anh và Bộ trưởng Tài chính Anh, George Canning đã qua đời ở tuổi 57 tại Chiswick, thủ đô Luân Đôn, Anh, khi đang làm hai chức vụ đó chưa đầy bốn tháng. Ông được chôn cất tại Westminster Abbey.
Canning đã đến để được coi là một "nhà lãnh đạo bị mất", với nhiều suy đoán về những gì di sản của ông có thể đã được ông còn sống. Chính phủ của Đảng Bảo thủ và Whigs của ông tiếp tục cho một vài tháng theo Chúa goderich nhưng tan rã vào đầu năm 1828. Nó đã được thay thế bởi một chính phủ theo Công tước Wellington, ban đầu bao gồm một số Canningites nhưng nhanh chóng trở thành chủ yếu là "cao Tory" khi rất nhiều các Canningites trôi qua với Whigs. quản lý của Wellington sẽ sớm đi xuống trong thất bại là tốt. Một số nhà sử học đã thấy sự hồi sinh của Đảng Bảo thủ từ năm 1830 trở đi, dưới hình thức của Đảng Bảo thủ, như khắc phục sự chia rẽ của năm 1827. Điều gì sẽ được diễn biến sự việc đã Canning sống là tính đầu cơ cao.

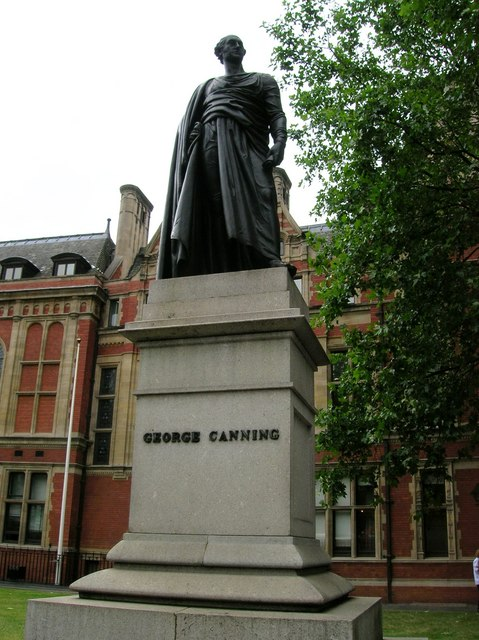
Tượng George Canning

Rory Muir đã mô tả Canning là "tướng rực rỡ và đầy màu sắc nhất, và chắc chắn các nhà hùng biện vĩ đại nhất trong chính phủ tại một thời điểm khi nhà nguyện vẫn còn quan trọng về chính trị. Ông là một người đàn ông của wit cắn và lời công kích, với sự tự tin rất lớn vào khả năng của mình, người thường lấy cảm hứng từ một trong hai tình bạn lớn hoặc không thích sâu và không tin cậy... ông là một đam mê, năng động, người đàn ông tận tâm đổ năng lượng của mình vào bất cứ điều gì ông đảm nhiệm. Đây là sức mạnh của mình và cũng có điểm yếu của mình... tướng ablest của chính phủ ". Greville viết về Canning vào ngày sau cái chết của ông:
"Ông đã viết rất nhanh, nhưng không đủ nhanh cho tâm trí của mình, sáng tác nhanh hơn nhiều so với ông có thể cam kết ý tưởng của mình ra giấy Anh không thể chịu nổi khi ra lệnh, bởi vì không ai có thể viết đủ nhanh cho anh ta,. Nhưng một dịp khác, khi ông đã có gout trong tay và không thể viết, anh đứng bên lò sưởi và quyết cùng một lúc một mau lẹ về các vấn đề Hy Lạp George Bentinck và một chính trị Nam Mỹ Howard de Walden, mỗi văn bản nhanh như ông có thể, trong khi ông chuyển từ một đến khác mà không do dự hay xấu hổ. "